# Beaver Dam (Kentucky)
Pour les articles homonymes, voir Beaver Dam et Beaver.
Beaver Dam est une localité du Comté d'Ohio dans le Kentucky.
Elle a été établie en 1800 et incorporée en 1873.
Sa population était de 3 515 habitants en 2010.